# Five Nations 1910
Five Nations 1910 war die erste Ausgabe des Rugby-Union-Turniers Five Nations (das heutige Six Nations), nachdem der Vorgänger Home Nations Championship mit der Aufnahme Frankreichs erweitert worden war. Das Turnier fand vom 1. Januar bis zum 28. März statt. Turniersieger wurde England, das seine Heimspiele erstmals in der traditionellen Spielstätte Twickenham Stadium austrug.

## Teilnehmer
| Land       | Stadion                               | Stadt             | Kapitän                                   |
| ---------- | ------------------------------------- | ----------------- | ----------------------------------------- |
| England    | Twickenham Stadium                    | London            | Adrian Stoop / Edgar Mobbs / John Birkett |
| Frankreich | Parc des Princes                      | Paris             | Gaston Lane / Marcel Communeau            |
| Irland     | Lansdowne Road / Balmoral Showgrounds | Dublin / Belfast  | George Hamlet / Tom Smyth                 |
| Schottland | Inverleith                            | Edinburgh         | George Cunningham / George Frew           |
| Wales      | St Helen’s / Cardiff Arms Park        | Swansea / Cardiff | Billy Trew / Reginald Gibbs               |

## Tabelle
|    | Land       | Spiele | Siege | Unent. | Ndlg. | Spiel- punkte | Diff. | Tabellen- punkte |
| -- | ---------- | ------ | ----- | ------ | ----- | ------------- | ----- | ---------------- |
| 1. | England    | 4      | 3     | 1      | 0     | 36:14         | + 22  | 7                |
| 2. | Wales      | 4      | 3     | 0      | 1     | 88:28         | + 60  | 6                |
| 3. | Schottland | 4      | 2     | 0      | 2     | 46:28         | + 18  | 4                |
| 4. | Irland     | 4      | 1     | 1      | 2     | 11:36         | − 25  | 3                |
| 5. | Frankreich | 4      | 0     | 0      | 4     | 20:95         | − 75  | 0                |

## Ergebnisse
| 1. Januar 1910 | Wales | 49 : 14         | Frankreich                                                              | St Helen’s, Swansea Zuschauer: 12.000 Schiedsrichter: William Williams (England) |
| 1. Januar 1910 | Versuche: Gibbs (3) Gronow Jones Maddock (2) Morgan (2) Trew Erhöhungen: Bancroft (8) Straftritte: Bancroft | (21:14) Bericht | Versuche: Laffitte Mauriat Erhöhungen: Menrath Straftritte: Menrath (2) | St Helen’s, Swansea Zuschauer: 12.000 Schiedsrichter: William Williams (England) |

| 15. Januar 1910 | England                                                            | 11 : 6         | Wales                | Twickenham Stadium, London Zuschauer: 18.000 Schiedsrichter: Jack Dallas (Schottland) |
| 15. Januar 1910 | Versuche: Chapman Solomon Erhöhungen: Chapman Straftritte: Chapman | (11:3) Bericht | Versuche: Gibbs Webb | Twickenham Stadium, London Zuschauer: 18.000 Schiedsrichter: Jack Dallas (Schottland) |

| 22. Januar 1910 | Schottland                                                                   | 27 : 0         | Frankreich | Inverleith, Edinburgh Zuschauer: 5.000 Schiedsrichter: G. A. Harris (Irland) |
| 22. Januar 1910 | Versuche: Angus Gowlland Robertson (2) Tennent (3) Erhöhungen: MacCallum (3) | (11:0) Bericht |            | Inverleith, Edinburgh Zuschauer: 5.000 Schiedsrichter: G. A. Harris (Irland) |

| 5. Februar 1910 | Wales                                                              | 14 : 0        | Schottland | Cardiff Arms Park, Cardiff Schiedsrichter: G. H. B. Kennedy (Irland) |
| 5. Februar 1910 | Versuche: Baker Morgan Joseph Pugsley Spiller Erhöhungen: Bancroft | (8:0) Bericht |            | Cardiff Arms Park, Cardiff Schiedsrichter: G. H. B. Kennedy (Irland) |

| 12. Februar 1910 | England | 0 : 0 | Irland | Twickenham Stadium, London Zuschauer: 14.000 Schiedsrichter: T. D. Schofield (Wales) |
| 12. Februar 1910 | Bericht |       |        | Twickenham Stadium, London Zuschauer: 14.000 Schiedsrichter: T. D. Schofield (Wales) |

| 26. Februar 1910 | Irland | 0 : 14        | Schottland                                               | Balmoral Showgrounds, Belfast Zuschauer: 12.000 Schiedsrichter: Vincent Cartwright (England) |
| 26. Februar 1910 |        | (0:3) Bericht | Versuche: Dobson Stuart Walter (2) Erhöhungen: MacCallum | Balmoral Showgrounds, Belfast Zuschauer: 12.000 Schiedsrichter: Vincent Cartwright (England) |

| 3. März 1910 | Frankreich          | 3 : 11        | England                                        | Parc des Princes, Paris Zuschauer: 8.000 Schiedsrichter: George Bowden (Schottland) |
| 3. März 1910 | Versuche: Communeau | (0:8) Bericht | Versuche: Berry Hudson (2) Erhöhungen: Chapman | Parc des Princes, Paris Zuschauer: 8.000 Schiedsrichter: George Bowden (Schottland) |

| 12. März 1910 | Irland              | 3 : 19  | Wales                                             | Lansdowne Road, Dublin Schiedsrichter: Jack Dallas (Schottland) |
| 12. März 1910 | Versuche: McIldowie | Bericht | Versuche: Dyke Gibbs Williams (3) Dropgoals: Bush | Lansdowne Road, Dublin Schiedsrichter: Jack Dallas (Schottland) |

| 19. März 1910 | Schottland                                 | 5 : 14        | England                                                | Inverleith, Edinburgh Zuschauer: 25.000 Schiedsrichter: G. H. B. Kennedy (Irland) |
| 19. März 1910 | Versuche: Macpherson Erhöhungen: MacCallum | (5:5) Bericht | Versuche: Berry Birkett (2) Ritson Erhöhungen: Chapman | Inverleith, Edinburgh Zuschauer: 25.000 Schiedsrichter: G. H. B. Kennedy (Irland) |

| 28. März 1910 | Frankreich          | 3 : 8         | Irland                                         | Parc des Princes, Paris Zuschauer: 10.000 Schiedsrichter: Vincent Cartwright (England) |
| 28. März 1910 | Versuche: Guillemin | (3:8) Bericht | Versuche: Smyth Thompson Erhöhungen: McClinton | Parc des Princes, Paris Zuschauer: 10.000 Schiedsrichter: Vincent Cartwright (England) |